# Günter Merlau

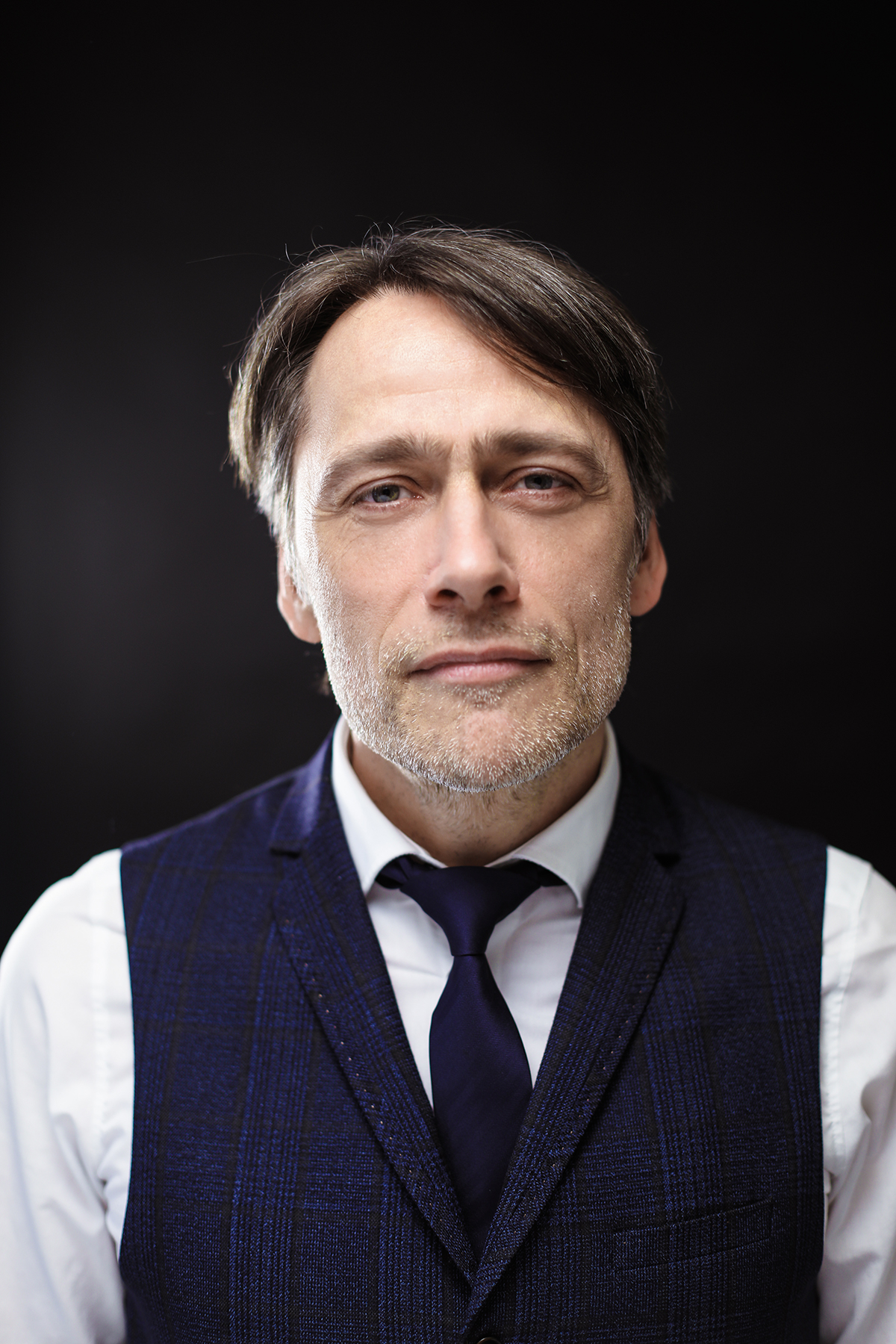
Günter Merlau (2020) Foto: Florian Gobetz

Günter Merlau (* 4. Juli 1967 in Bremen) ist ein deutscher Hörbuchsprecher, Hörspielautor und -regisseur.

## Leben
Als Sohn der Opernsänger Günter und Monika Merlau studierte er zunächst Orchestermusik an der Musikhochschule in Bremen im Fach Posaune. Als Musiker, Arrangeur, Produzent und Interpret wirkte er in den 90er Jahren für diverse Bandprojekte und Schallplattenfirmen.
Im Theaterbereich produzierte er Text- und Musikinhalte für diverse Theater in Deutschland, so z. B. Anthony Burgess Clockwork Orange unter der Regie von Andreás Fricsay für das Schauspielhaus Dresden und Elfriede Jelineks Ein Sportstück unter der Regie von Joachim Lux für das Schauspielhaus Bremen.
Im Jahr 2004 gründete er die Produktion LAUSCH—Phantastische Hörspiel- und Hörbuchproduktionen, die 2006 zusammen mit Janet Sunjic zum Label und Verlag LAUSCH—Phantastische Hörspiele ausgebaut wurde. Seit 2007 hat Merlau über 100 Hörspiele für den eigenen und andere Verlage hergestellt, in denen er als Regisseur, Textautor, Schauspieler und Musiker beteiligt war. Als Komponist ist er in Audioproduktionen unter dem Pseudonym Leopold Thiel gelistet.
Für seine Arbeit wurde er mehrfach ausgezeichnet, so z. B. für die Beste Regie in der Hörspielserie Caine und vom Bücher-Magazin mit „Grandios“ für seine Arbeit beim Historischen Roman Tanz unter Sternen von Titus Müller wie auch für die Hörspielserien Head Money, die zusammen mit TV-Autoren Roland Heep und Gerry Streberg entwickelt wurde.

## Werk (Auswahl)

### Arbeiten im Theater
- Komponist und Textdichter, ZIR, Die See der Nacht, Bremer Theater (1995)
- Komponist und Textdichter für Clockwork Orange, Schauspielhaus Dresden (1998)
- Komponist, Deutschlandpremiere Ein Sportstück von Elfriede Jelinek (1999), Regie Joachim Lux (jetzt Intendant Thalia)

### Autor, Regisseur und Produzent
- Epsilon – Die Heisenberg-Protokolle, Verlag: FYEO
- HEAD MONEY (6 Folgen), Co-Autoren: Roland Heep und Gerry Streberg, Verlag: LAUSCH medien
- Caine (10 Folgen), Verlag: LAUSCH medien
- Drizzt – Die Saga vom Dunkelelf (14 Folgen), Verlag: LAUSCH medien
- Die schwarze Sonne (22 Folgen), Verlag: Maritim
- Hellboy (8 Folgen) nach den Comics von Mike Mignola, Verlag: LAUSCH medien
- B.Ö.S.E.: Alles wird gut!,  Verlag: LAUSCH medien
- Das schwarze Auge (3 Folgen), Verlag: EUROPA
- Larry Brent-Hörbücher, Verlag: EUROPA
- Fear Street-Hörbücher, Verlag: EUROPA
- Punktown (9 Folgen) nach Kurzgeschichten von Jeffrey Thomas, Verlag: LAUSCH medien
- Fetzer nach einer Kurzgeschichte von Markus Heitz, Verlag: LAUSCH medien

### Sprecher
(Quelle:)
- Das Ministerium der Welten von Luzia Pfyl (LAUSCH)
- Gus, Bright Side: Ein Moment für immer von Kim Holden (Audible)
- Wer wird denn gleich von Liebe sprechen?! von Emma Chase (Audible)
- Jeanes Geheimnis von Greta Milán (Audible)
- Dark Side of Trust – Im Schatten der Lust, Bucket List – Zurück ins Leben von Mia B. Meyers (Audible)
- Tycoon. Dein Herz so nah (Tycoon-Reihe 1) von Katy Evans (Audible)
- Der Kriegstourist von Jesper Bugge Kold (Audible)
- Up in Flames – Entbrannt (Rosemary Beach 14) von Abbi Glines (Audible)
- Der 13. Paladin von Torsten Weitze (LAUSCH)
- Dire Earth-Reihe von Jason M. Hough (Audible)
- Operation Rubikon von Andreas Pflüger (Audible)
- Nachtauge von Titus Müller (Technisat)
- Die Abenteuer der Schwarzen Hand von Hans Jürgen Press (der Audio Verlag)
- Tanz unter Sternen von Titus Müller (SAGA Egmont)
- Der himmlische Weihnachtshund von Petra Schier (Radioropa)
- Wer wird denn gleich von Liebe sprechen?! von Emma Chase (Audible)
- Jeanes Geheimnis von Greta Milán (Audible)
- Die Pestmagd 1 von Brigitte Riebe (Technisat)
- Paul der Superheld von Michael Fuchs (Kinderbuchverlag Wolff)
- Die Versuchung der Pestmagd (Die Pestmagd 2) von Brigitte Riebe (Radioropa)
- ATLAN von diversen Autoren (Pabel Möwig)
- Fear Street von R.L. Stine (EUROPA)
- Millie in Paris, Millie auf Mallorca von Dagmar Chidolue (Oetinger Audio/Verlagsgruppe Oetinger)
- Die drei Musketiere von Alexandre Dumas (Der Hörverlag)
- Wirtschaftskrisen: Geschichte und Gegenwart von Werner Plumpe (C.H. Beck)
- Geschichte der Pädagogik: Von Platon bis zur Gegenwart von Winfried Böhm (C.H. Beck)
- Staatsverschuldung von Hanno Beck und Aloys Prinz (C.H. Beck)
- Der kleine Gewichtheber von Günter Merlau (LAUSCH)
- Die Braut von Assisi, Engel der Rache, Die geheime Braut von Brigitte Riebe (Radioropa)
- Blutbraut von Lynn Raven (der Hörverlag)
- Die Sturmfels Akademie von Torsten Weitze (LAUSCH)

## Auszeichnungen
Für Label und Regie
- Goldener Hörspiel Award 2008 (Kritikervoting: Bestes Label)
- Goldener Hörspiel Award 2008 (Kritikervoting: Beste Regie)
- Goldener Hörspiel-Award 2008 (Kritikervoting: Beste offizielle Homepage)
- Bronzener Hörspiel-Award 2008 (Publikumsvoting: Beste Regie)
- Silberner Hörspiel-Award 2008 (Publikumsvoting: Bestes Label LAUSCH)
- Bronzener Hörspiel-Award 2008 (Publikumsvoting: Beste offizielle Homepage)

- Goldener Hörspiel-Award 2007 (Bestes Label: Lausch)
- Silber Hörspiel-Award 2007 (Beste Regie)

- Ohrkanus 2006 (Bestes Newcomer-Label: Lausch)
- Ohrkanus 2006 (Beste Regie)
- Goldener Hörspiel-Award 2006 (Bestes Newcomer-Label: Lausch)
- Bronzener Hörspiel-Award 2006 (Beste Regie)
- Bronzener Hörspiel-Award 2006 (Beste offizielle Webseite)

Für Caine
- Ohrkanus 2010 (Beste Serie)
- Goldener Hörspiel-Award 2008 (Beste Serienfolge: CAINE_08-Torrkan)
- Goldener Hörspiel-Award 2007 (Beste Serie)
- Silberner Hörspiel-Award 2006 (Beste Serienfolge: CAINE_02 – Todesengel)
- Nominierung für den Deutschen Phantastik-Preis 2006 (Beste Hörspielserie)

Für Drizzt--Die Saga vom Dunkelelf
- Deutscher Phantastik-Preis in Bronze (Beste Serie für Erwachsene)
- Deutscher Phantastik-Preis in Bronze (Beste Regie)

Für Punktown
- Virus Award 2008 (Bestes Hörspiel)